# خوزستان للصلب
شركة خوزستان للصلب (بالفارسية: فولاد خوزستان) هي شركة فولاذ إيرانية تقع في مدينة الأهواز، وهي حاليًا ثاني أكبر منتج للصلب الخام في إيران بعد شركة مباركه للصلب في اصفهان. يقع مصنع الشركة الذي تبلغ مساحته 8.3 كيلومتر مربع بالقرب من مدينة الأهواز (10 كيلومتر من طريق الأهواز - ميناء الإمام الخميني) ويقع مكتبها الرئيسي أيضًا في الأهواز.

## المنتجات
تنتج شركة خوزستان للصلب ثلاثة منتجات.

### البليت
البليت أو الشمشال هو أحد منتجات الصلب المدرفلة الوسيطة التي يقل مقطعها العرضي عن 230 سم مربع. المقطع العرضي لهذا المنتج عبارة عن دائرة أو مربع بعرض أقل من 15 سم. يستخدم الشمشال في الغالب لإنتاج حديد التسليح والأسلاك.

### البلاطة
البلاطة عبارة عن منتج فولاذي متوسط وشبه نهائي يتم الحصول عليه من عملية درفلة السبائك أو عملية الصب المستمر.
مساحة المقطع العرضي للألواح ليست مربعة، ولكنها مستطيلة، وتستخدم كمواد خام لصنع المنتجات المدرفلة المسطحة، بما في ذلك الملفات والألواح المدرفلة على الساخن.

### بلوم
بلوم هو نوع من السبائك الفولاذية التي يزيد عرضها عن 15 سم ومساحة مقطعها أكثر من 23 سم مربع. تُستخدم سبائك بلوم بشكل أساسي في صناعة القضبان، والدروع، والمسامير، والعلب، والعوارض، وما إلى ذلك. عندما تتم إزالة الفولاذ النقي من المادة الخام، فإنه يدخل إلى قوالب السبائك المتفتحة أو المتفتحة.

## كيفية بيع المنتجات
بحسب تقارير شركة خوزستان للصلب فإن الطاقة الإنتاجية لهذه الشركة تبلغ 3.8 مليون طن من السبائك سنويا، يصدر منها 2 مليون طن إلى دول أخرى ويباع الباقي داخل إيران. سعر سبائك الصلب في خوزستان هو الأساس لحساب الأسعار في بورصة السلع الأساسية، وأساس حساب سبائك فخوز هو في الأساس نسبة معدل سبائك الخام في رابطة الدول المستقلة (أكثر من 90٪ من معدل سبائك الخام في رابطة الدول المستقلة). كما يتم بيع البلاطة (التختال) بسعر أعلى من السبائك والقضبان.